# 상하이 애니팡
《상하이 애니팡》은 위메이드플레이가 만든 게임이다.